# Wettersteinplatz (métro de Munich)
Wettersteinplatz (en allemand : U-Bahnhof Wettersteinplatz) est une station de la ligne U1 du métro de Munich. Elle est située sous la Wettersteinplatz et la Fromundsraße dans le quartier d'Untergiesing, dans le secteur d'Untergiesing-Harlaching, à Munich en Allemagne.
Mise en service en 1997, elle est desservie, par les rames de la ligne U1 du métro de Munich.

## Situation sur le réseau

Plan du métro (2020).

Établie en souterrain, la station Wettersteinplatz de la ligne U1 du métro de Munich est située entre la station Candidplatz, en direction du terminus Olympia-Einkaufszentrum, et la station St.-Quirin-Platz, en direction du terminus Mangfallplatz,.
Elle dispose d'un quai central encadré par les deux voies de la ligne.

## Histoire
La station ouvre le 8 novembre 1997. La station est relativement basse, car le métro venant de Candidplatz doit gravir l'escarpement de faille du Giesinger Berg, cela n'est possible qu'avec une pente maximale de 4%. La plate-forme a donc une profondeur de 18,5 m. La planification de l'enveloppe est de Paul Kramer (référent), le concept d'aménagement intérieur et la planification de la mise en œuvre du bureau d'architecture Raupach & Schurk, Munich. La conception artistique est d'Alfons Lachauer. Il crée une composition visuelle associant différentes couleurs les unes aux autres. La station de 4,4 m de haut a des plaques d'aluminium réfléchissantes au plafond, qui annulent partiellement la faible hauteur de plafond. Elles servent également à obtenir un effet d'éclairage élevé avec les lampes. Les murs derrière la voie sont bleu-vert sur la voie 1 et rouge sur la voie 2, créant ainsi un fort effet de contraste.

## Services aux voyageurs

### Accès et accueil
Elle est établie en souterrain sous la Wettersteinplatz et la Fromundsraße , suivant un axe nord-ouest sud-est, elle est située entre la Grünwalder Straße, où circule le tramway, et l'Otkerstraße. La mezzanine nord-ouest dispose de deux bouches d'accès, près de la station du tramway, équipées d'un escalier fixe et d'un ou deux escaliers mécaniques. La liaison avec le quai dispose d'un escalier fixe, deux escaliers mécaniques et est complétée par un ascenseur, situé juste au nord de la Reginfriedstraße, menant directement de la surface au quai pour l'accessibilité des personnes à la mobilité réduite. Au sud-est, deux bouches d'accès, équipées d'un escalier fixe et d'un escalier mécanique, situées de part et d'autre de la  Fromundsraße, peu avant l'intersection avec la Otkerstraße, mènent à la mezzanine sud-ouest reliée au quai par un escalier fixe et deux escaliers mécaniques. Les mezzanines disposent d'automates pour l'achat de titres de transport, la station est en zone M.

Installations
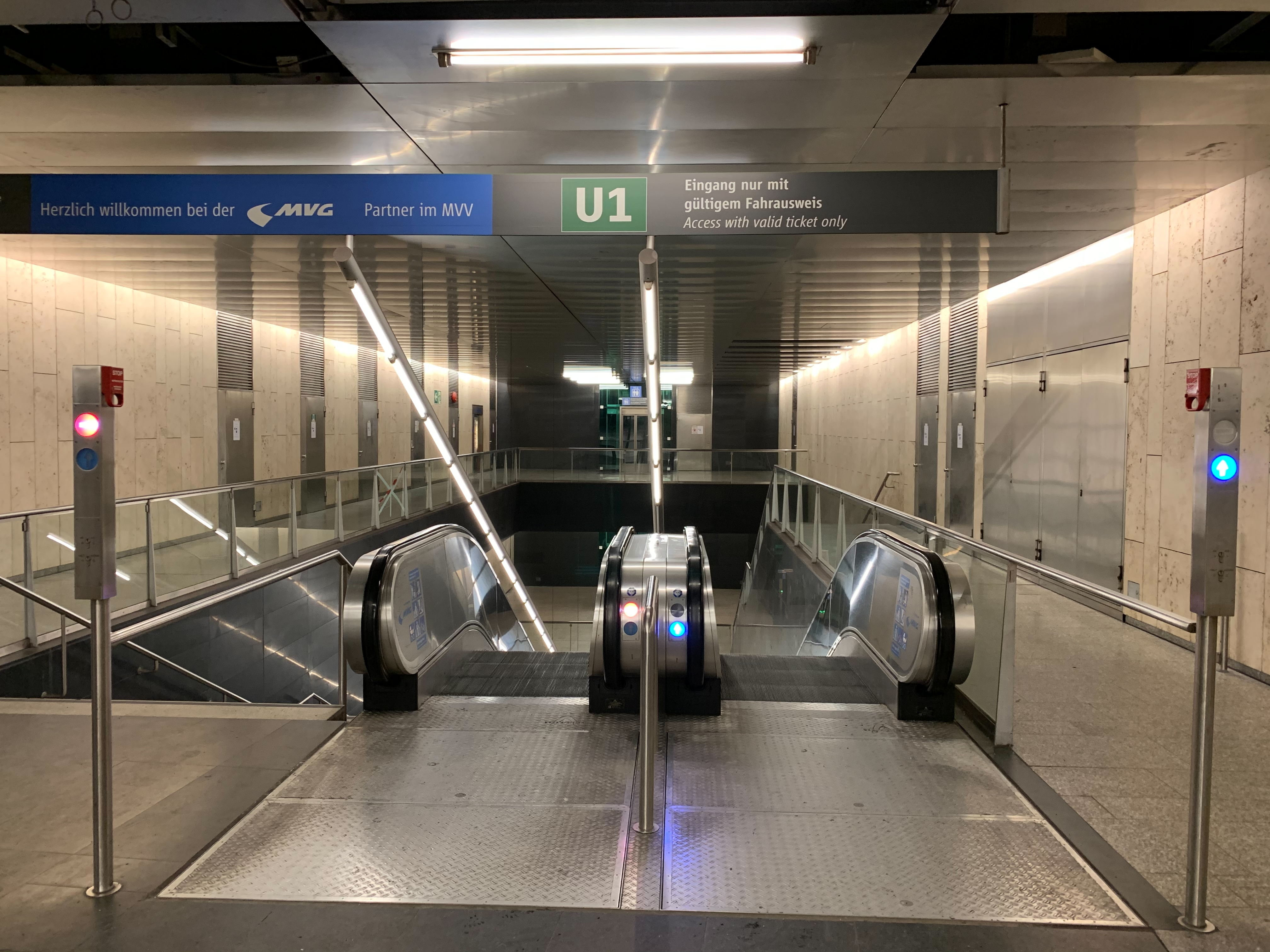
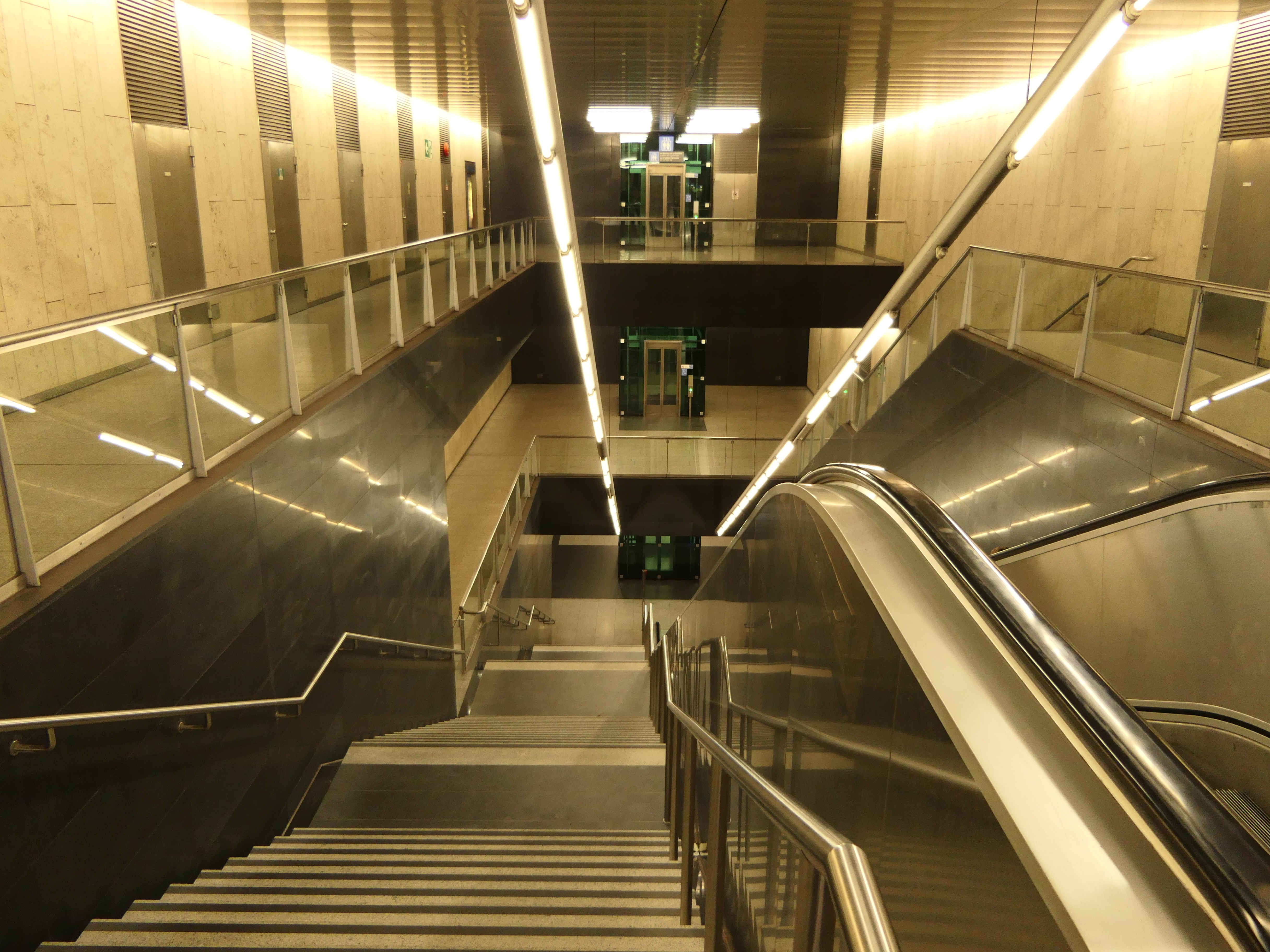
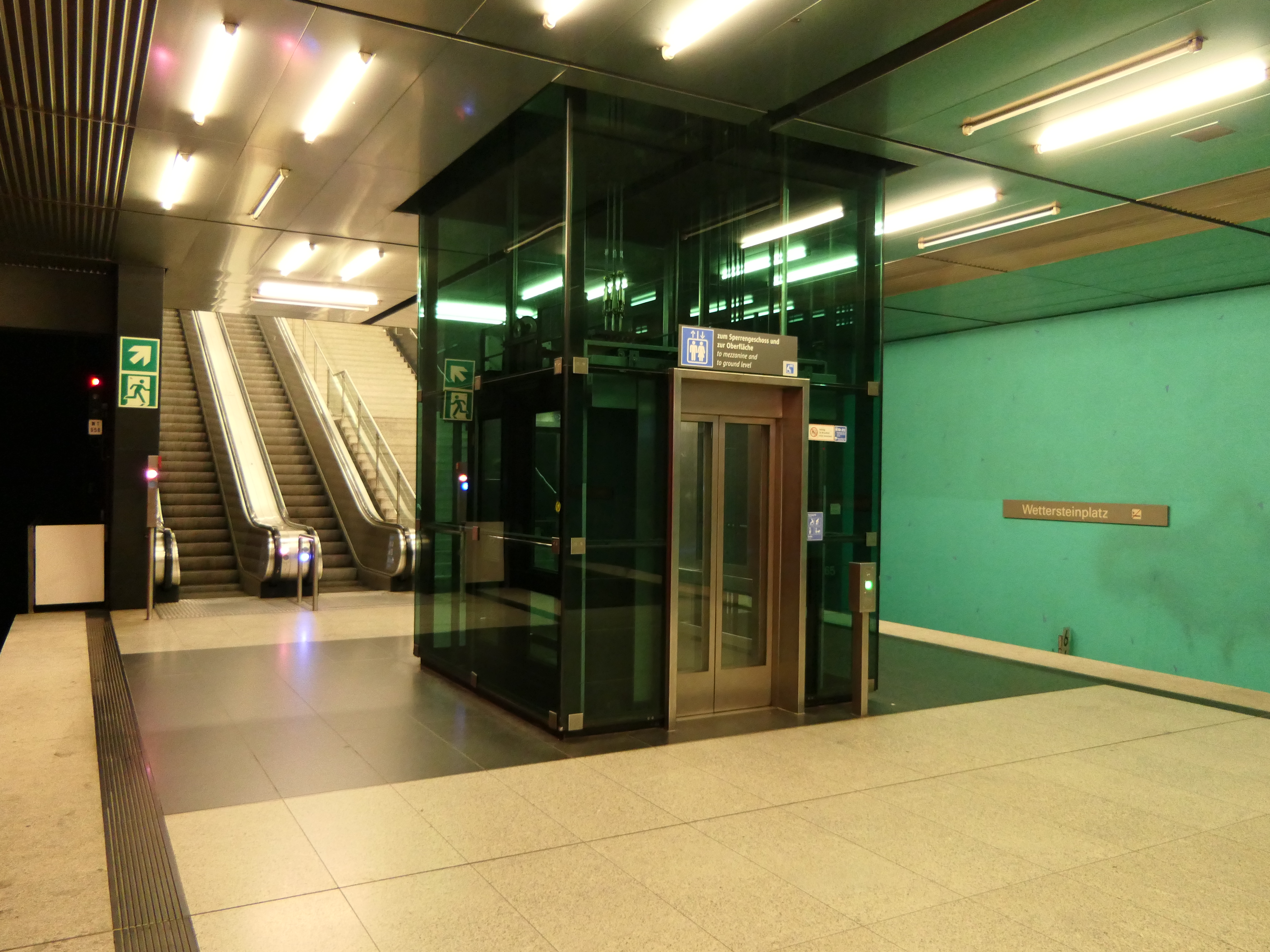

### Desserte
Wettersteinplatz est desservie par les rames de la ligne U1 du métro de Munich.

Installations et desserte
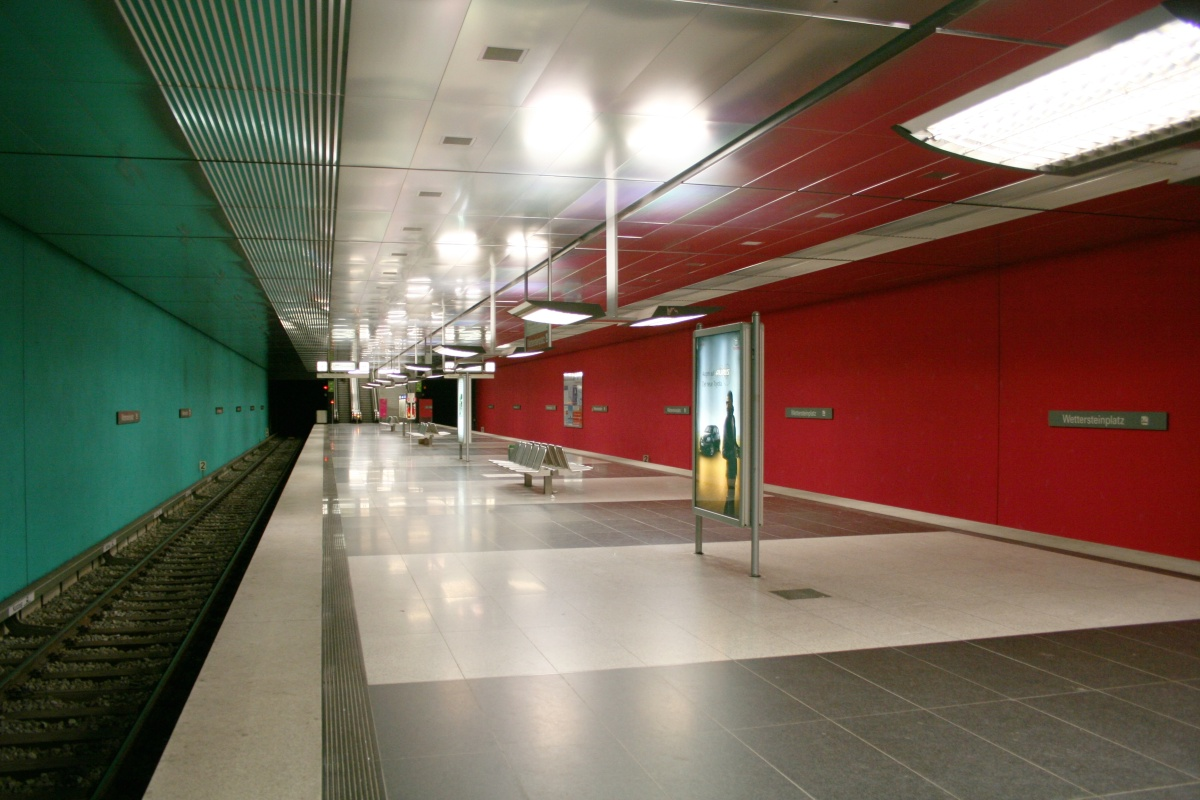
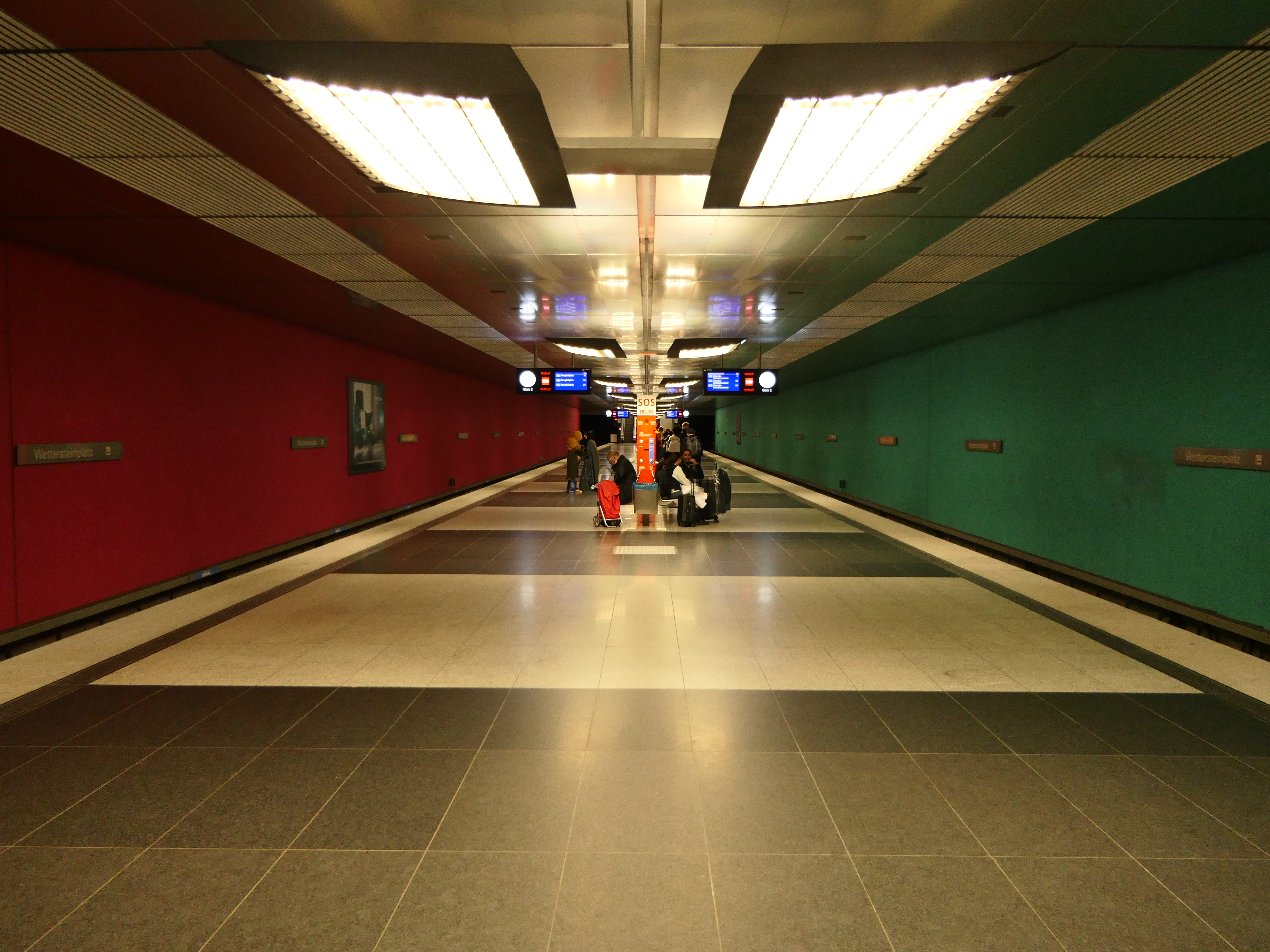
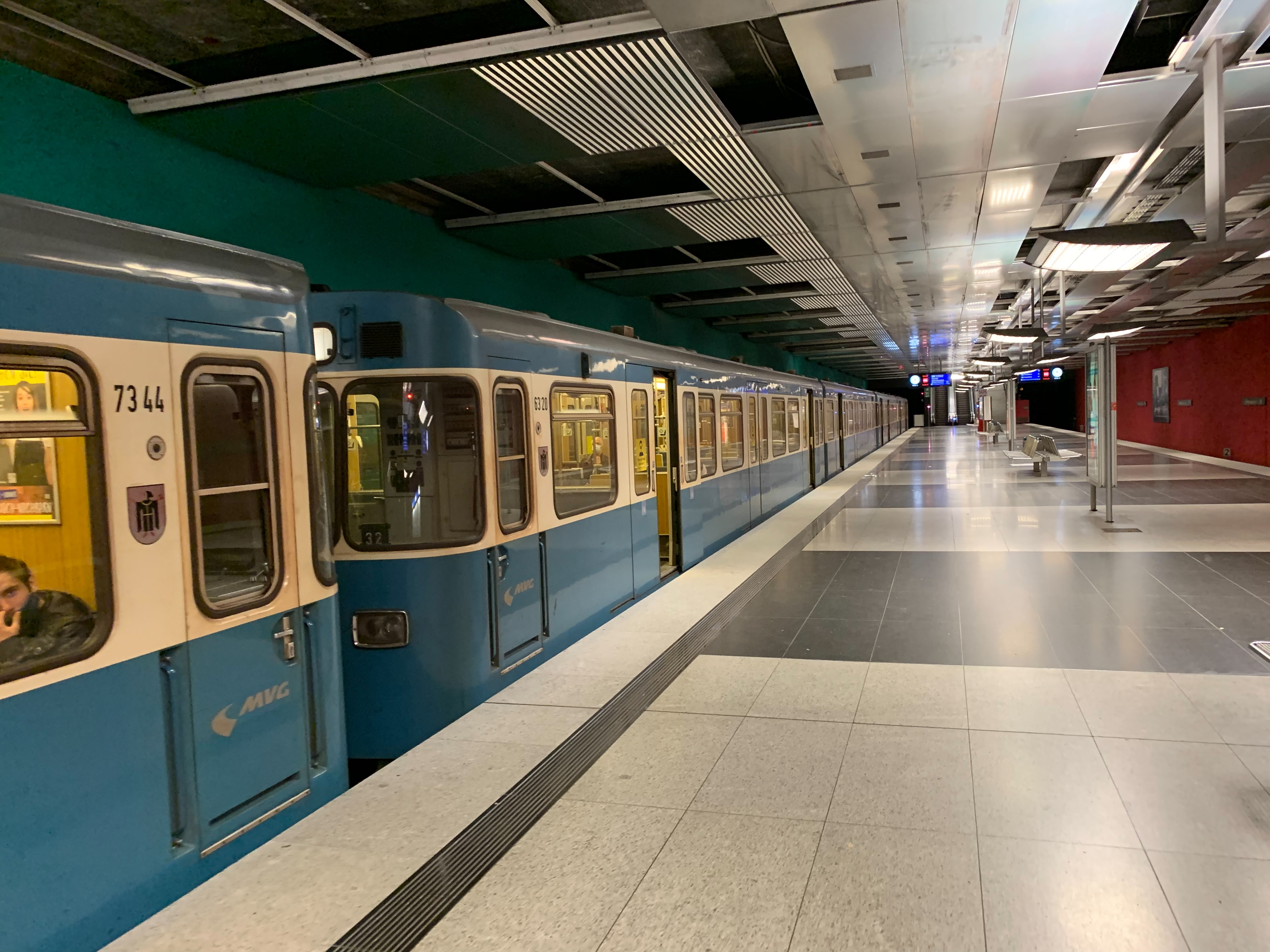

### Intermodalité
La station est en correspondance avec les lignes de tramway 15 et 25 pour Grünwald qui s'arrêtent dans la Grünwalder Straße.
À l'entresol se trouve également une pièce au-dessus du quai de 18 m de large, 110 m de long et 9 m de hauteur. Elle était à l'origine prévue comme parking souterrain pour 125 voitures. Cela devait détendre la situation de stationnement pour les résidents autour de la Wettersteinplatz. Après la construction, cependant, l'entrée et la sortie n'ont pas été construites pour des raisons de coût. La salle terminée est maintenant vide,.